# Metamorpheus
Metamorpheus is een studioalbum van Steve Hackett. Hackett verdiepte zich met dit album verder in de klassieke muziek. Het gehele album staat in het teken van de gitaar al dan niet begeleid door een ensemble; het valt in de categorie kamermuziek. De titel is een samentrekking van metamorfose en Orpheus.
De hoes is van Kim Poor en was niet specifiek voor dit album; het is gemaakt op basis van het Genesis-nummer More Fool Me van het album Selling England by the Pound, dat ook over een tragische liefde gaat.

## Musici
- Steve Hackett - gitaar, orkestratie
- John Hackett – dwarsfluit, piccolo
- Colin Clague – trompet
- Dick Driver – contrabas
- Richard Kennedy – hoorn
- Richard Stewart, Sara Wilson – cello
- Lucy Wilkins – viool

## Muziek
Alle van Steve Hackett, tevens orkestraties door Roger King en Jerry Peal, beiden ook geluidstechnici

| Nr. | Titel                                            | Duur  |
| --- | ------------------------------------------------ | ----- |
| 1.  | The pool of memory and the pool of forgetfulness | 2:15  |
| 2.  | To earth like rain                               | 1:33  |
| 3.  | Song to nature                                   | 3:02  |
| 4.  | One real flower                                  | 3:12  |
| 5.  | The dancing ground                               | 3:02  |
| 6.  | That vast life                                   | 12:27 |
| 7.  | Eurydice taken                                   | 1:48  |
| 8.  | Charon's call                                    | 3:15  |
| 9.  | Cerberus at peace                                | 2:06  |
| 10. | Under the world - Orpheus looks back             | 5:16  |
| 11. | The broken lyre                                  | 3:17  |
| 12. | Severance                                        | 3:05  |
| 13. | Elegy                                            | 3:18  |
| 14. | Return to the realm of eternal renewal           | 2:56  |
| 15. | Lyra                                             | 6:36  |